# União das Freguesias de Vilar e Mosteiró
União das Freguesias de Vilar e Mosteiró, kurz Vilar e Mosteiró, ist eine Gemeinde (Freguesia) im Kreis (Concelho) von Vila do Conde im Norden Portugals.
In der Gemeinde leben 2.569 Einwohner auf einer Fläche von 7,33 km² (Stand nach Zahlen von 2011).
Die Gemeinde entstand im Zuge der Gebietsreform in Portugal am 29. September 2013 durch Zusammenlegung der Gemeinden Vilar und Mosteiró. Vilar wurde Sitz der Gemeinde, die ehemalige Gemeindeverwaltung in Mosteiró blieb als Bürgerbüro weiter bestehen.